# 社会主义计算争论
社会主义计算争论（英語：Socialist calculation debate，有时候称作经济计算争论）表示正在进行的对社会主义经济怎样在缺少价值规律、货币和资本物品的金融定价以及生产资料的情况下进行经济计算的话题。更具体地说，这场争论集中于计划经济把生产资料的分配作为资本市场的替代品的应用，以及就效率和生产力而言哪种安排方式能优于资本主义。
这场争论的另一个重点集中于社会主义经济中价值规律的地位和作用。
即使在20世纪之前就对已经存在的社会主义运动中社会主义之下的合作和核算的问题作出了贡献，“社会主义计算争论”随着路德维希·冯·米塞斯对社会主义的批评的开始出现在1920年代。历史上的争论产生于奥地利经济学派之间，代表人物是路德维希·冯·米塞斯和弗里德里希·哈耶克，二人否定了社会主义的可行性，以及新古典经济学派和马克思主义政治经济学之间，最主要的是克莱尔·蒂施、奥斯卡·兰格、阿巴·勒纳、弗雷德·曼维尔·泰勒、亨利·道格拉斯·迪金森和莫里斯·多布，他们坚称社会主义可行并优于资本主义。
这场争论通常被视为社会主义的支持者和资本主义的支持者之间的辩论，但实际上这场争论的重要部分在于社会主义体制如何对待对市场和货币的利用的不同意见及拿什么衡量价值规律才能在假定的社会主义经济中持续运转之间。社会主义者通常对核算的单位采用一种或三种主要的定位，包括社会主义下货币继续作为核算单位的观点，工时能作为核算单位，或者社会主义能建立在用自然或者实物进行的核算上面。
社会主义者之间的争论自从社会主义运动传播的更为广泛开始就在提倡市场社会主义、中央计划经济和分散计划经济的人之间存在。在20世纪末和21世纪初对这争论的最近的贡献在于围绕着对市场社会主义以及利用信息技术和分散式网络作为分散式计划经济的基础的提议。

## 基础和早期的贡献
卡尔·马克思和弗里德里希·恩格斯对社会主义做出了广泛的描绘，通过经济企业中的生产资料公有制和工人自治的一些形式，以及那里用于盈利的经济价值的生产被事前的以直接使用为目的的生产取代，这意味着一些经济计划的形式和计划性的增长代替资本积累的动向，并且因此以有意识的规划替代生产要素的基于商品的生产和基于市场的配置。
即使马克思和恩格斯从未阐述社会主义中会存在的具体制度或者社会主义体系中指导计划的过程，他们广泛的描绘导奠定了社会主义作为作为一个经济体系没有价值规律和积累法则，而主要是价值的范畴被替换成以自然或物理单位的核算，由此资源分配、生产和调配会被当作技术事务由工程师和技术专家来担当的一般概念的基础。
另一个对社会主义的看法预示市场社会主义新古典经济学派模式包括基于古典经济学理论和李嘉图社会主义的市场社会主义概念，其中市场被利用来通过自由市场经济中工人所有的合作社分配资本物品。对这一体系的关键描述表明直接的生产资料工人所有制通过生产者和消费者的合作以及真正地自由市场的实现通过去除私有制的扭曲效应，利润的私人占有所产生的不平等和对食利阶级的兴致，规制俘虏，以及经济波动。这一观点由互利共生论哲学家论述，并被马克思主义者严厉批评为未能处理资本主义的基本问题涉及的由价值规律运作所产生的不稳定性、资本的过度积累和缺乏对过剩产品的有意识的控制造成的危机。结果，这一观点在20世纪初期的社会主义计算争论中几乎没有任何作用。
早期反对在社会主义经济中利用中央计划经济的论点产生于分散式计划经济或市场社会主义的拥护者，包括列夫·托洛茨基、彼得·克鲁泡特金和皮埃尔-约瑟夫·普鲁东。这一观点通常指出，集中式的经济计划排除了工人在产业中参与的部分，不能有效获取足够的信息来有效的协调经济，同时也破坏了社会主义和工人自治及对社会主义的民主决策中央的观念。然而，这些思想家还没有提出分散的经济计划。

### 早期新古典经济学派的贡献
20世纪初，恩里克∙巴罗内（Enrico Barone）为社会主义计划经济提供了综合的理论框架。在他的模式中，取得完美的计算技术，同时平等关联的投入和产出以平衡比率会提供适当的估价来平衡供求。

## 提议的会计及核算单位

### 实物核算
实物核算或者自然核算常常被假定为会在社会主义体系下出现的会计核算的标准形式，在那里经济被动用起来以物理或自然单位而不是货币和财经核算衡量。
奧圖·紐拉特认定社会主义经济必定贫穷，因为货币举措在获取足够的惠及消费者的信息或者实行特定的行为把所有费用和津贴包含进去时候失败了。他指出依赖于任何一个单一的核算单位——不论工时还是千瓦时——都是不够的，而且那种需求及核算可通过各自相关的自然单位实现（也就是千瓦、吨、米等）。
1930年代，苏联数学家列昂尼德·坎托罗维奇论证经济怎样在纯粹的物理条件下能用限定的数学措施决定哪一种技术的组合能用来取得确定的产出或者计划指标。

### 货币使用的争议
相比于纽拉特，卡爾·考茨基指出货币在社会主义中会被利用。考茨基声称社会主义和资本主义的基本上的不同不是前者缺乏货币，相反，重要的不同在于资本主义下获得财富的能力成为了资本。在社会主义经济，没有动机把货币用作金融资本，因此货币在社会主义中有明显不同的角色。

## 两次世界大战之间的争论

### 经济计算问题
让我们远离生产资料的私有制和对货币的使用的每一步也让我们远离了理性的经济学。
 — 路德维希·冯·米塞斯， 社会主义共同体的经济计算
路德维希·冯·米塞斯对社会主义的反对回应了奧圖·紐拉特。米塞斯指出用于生产方式的货币和市场定价对于做出理性的关于他们的分配和使用的决定是基本的。

### 对核算问题的批评
无政府资本主义经济学家Bryan Caplan批评米塞斯后期的核算问题时所说的经济计算的缺乏使社会主义变得无法实现（不仅仅是低效的）。Caplan承认社会主义者无法实现经济计算，但问题可能不足以使社会主义不能实现（“超越了不可能的范围”）。
为了举例，他指出苏联的解体没有证明经济计算是主要原因，更像是由一党独断的政治体制所产生的不良动机和为党内精英授予一定程度的权力造成的后果。

### 知识问题
如果一种普遍存在的心理，投射到拉普拉斯科学幻想——一种思想能同时记录自然和社会的整个进程，能度量他们的动向，能预测他们相互间的反应——这样的思想，当然，可以先验的制定详尽的完美无缺的经济计划，从小麦英亩数开始到马甲的最后一个扣子。官僚机构常常在他们的处置过程中想象这种想法；那就是为什么他们对市场和苏联民主的控制感到非常容易。但事实上，官僚机构对他们精神资源的估计明显有错误……经济中数不清的鲜活的参与者，国家和私人，集体和个人，必须提供他们的需求和他们相对实力的信息，不仅通过计划委员们的统计测定，而且是直接通过供求的压力。
 — 列夫·托洛茨基， 危险中的苏联经济

### 兰格模式
奥斯卡·兰格回应米塞斯的主张称社会主义和生产资料公有制表明通过基于新古典经济学派描绘的社会主义模式的轮廓理性的核算是不可能的。兰格承认核算会在价值期限中而不是使用纯粹的自然或者工程学准则完成，但他坚称这些价值可以不经资本市场和生产资料私有制实现。在兰格的观点中，这一模式适合于社会主义是因为生产资料会公有化的回报将是向公有企业获得的作为一个整体在社会红利，同时工人自治能引入公有企业。
这个模式被称为兰格模式。在这个模式中，中央计划局（Central Planning Board，CPB）会通过反复探索试验均衡价格来负责制定价格，实际上作为瓦尔拉斯经济学中理论上的“瓦尔拉斯拍卖商”。国有企业的管理者会被指派把价格定到等同于边际成本的程度（P=MC），因此经济平衡和帕累托最优会被实现。兰格模式被亚巴·勒纳拓展并被称为兰格-勒纳理论。
Paul Auerbach和Dimitris Sotiropoulos批评兰格模式把社会主义的定义降低到“没有资本市场的资本主义”的形式，试图通过经济计划来复制资本主义的高效益的成就。二人提出哈耶克提供的资本主义动态的分析与马克思主义的分析更为一致，因为哈耶克把金融看作是资本主义的基本方面并且任何削弱资本市场的角色的变动（通过集体所有或者政治改革）会威胁到资本主义体系的完整性。根据Auerbach和Sotiropoulos，哈耶克对社会主义给予了意想不到的肯定，因为社会主义比兰格表面上防范的“社会主义”更为复杂。

## 当代的贡献

### 控制论的核算
Paul Cockshott、Allin Cottrell和Andy Pollack对非市场社会主义提出了新的建立于现代信息技术的合作制形式。

### 参与型经济
20世纪末产生的对分散性经济计划的提议是在参与型经济和谈判协商的形式之中的。

### 排除市场的分散式定价
David McMullen指出生产资料社会所有制和市场的缺乏对他们来说是和分散的定价体系完全相容的。在后资本主义社会，企业之间的交易会产生管理人之间的社会性质的传送而不是所有者之间的交易。个人会出于从工作和需求中的满足以贡献好的经济成果而不是物质奖励。出价和卖价将以降低成本和为私人和集体消费预计的最终需求引导的产出为目标。企业和新兴公司会从项目评估机构接受他们的投资资金。人类行为中的需求变化会让好几代人受益并将克服相当大的阻力。然而，McMullen相信经济和文化的发展会日益推动这一转变。

### 市场社会主义
James Yunker指出生产资料公有制可以在现代资本主义中通过股东体系从所有者手中分摊管理以私有制相同的方式获得。Yunker假设社会所有制可以通过拥有公共团体获得，设立公有制机构，拥有上市公司的股份而不影响基于市场的资本投入的分配。Yunker称这一模式为“实用市场社会主义”并指出这至少和现代的资本主义一样有效益，同时像大型和已建立企业的公有制那样提供优越的社会成果会带来效益惠及所有人而不是把很大一部分给一班继任的收租者。

### 机制设计理论
1970年代起社会主义计算争论新的视角出现在机制设计理论上。根据机制设计理论，哈耶克和兰格之间的争论成为了持续四十年的僵局，因为双方说的不是共同的语言——部分原因是用于讨论社会主义计算问题适当的语言没有被发明出来。根据这些理论，需要的是一个更好的了解来防止协调人与人之间的信息问题。通含信息经济学、机制设计的融合博弈论的语言和框架，社会主义者和资本主义支持者都能从中比较他们争论的优点。按Palda（2013年）写的社会主义计算争论提出的机制设计理论摘要, “看起来社会主义和资本主义长于作不同的事。社会主义遭受欺骗，或者‘道德风险’甚于资本主义，因为不允许企业管理者在他自己的公司有股份……社会主义的欺骗问题的反面是资本主义的欺骗或者‘逆行选择’问题。如果潜在的公司管理者是好的或坏的，但是告诉他们分开是很困难的，糟糕的前景将会成为公司的一部分。”

## 新古典经济学派的批评
约瑟夫·斯蒂格利茨在他的书《社会主义向何处去》（Whither socialism?）中批评了市场社会主义的模式，从1930年代社会主义计算争论时期作为对新古典经济学派一般均衡理论更通常的批评的一部分，后者同时驳斥了非自由市场资本主义及市场社会主义。
Alec Nove和雅诺什·科尔奈就经济均衡论提出了相似的论点。二人都指出因为完美的均衡不存在，用于生产的广泛的经济计划根本不能制定出来，制定的计划失效仅仅是现实世界的市场经济不符合完全竞争的假设状态。Alec Nove在他的书《The Economics of Feasible Socialism》概述的答案表明社会主义经济由带有对企业以市场为基础的协调的宏观经济规划的混合组成，其中大型的产业会公有化，小到中型企业会归合作经营企业所有。

## 延伸阅读
- Boettke, Peter (2000). Socialism and the Market: The Socialist Calculation Debate Revisited. Routledge Library of 20th Century Economics. 978-0415195867.
- Cockshott, Paul and Cottrell, Allin (1993). Towards a New Socialism （页面存档备份，存于）. Coronet Books Inc. ISBN 978-0851245454.
- Devine, Pat (2010). Democracy and Economic Planning. Polity. ISBN 978-0745634791.
- Kirzner, Israel. . Hamowy, Ronald  (编). . Thousand Oaks, CA: SAGE; Cato Institute: 476–79. 2008  [2020-05-15]. ISBN 978-1-4129-6580-4. LCCN 2008009151. OCLC 750831024. doi:10.4135/9781412965811.n291. （原始内容存档于2019-07-23）.
- Lavoie, Don (1985). National economic planning: what is left?. Ballinger Pub. Co. ISBN 978-0887300561.
- Lavoie, Don (1985). Rivalry and central planning. Mercatus Center at George Mason University. ISBN 978-1-942951-12-4.
- Mandel, Ernest (1986). "In Defence of Socialist Planning". New Left Review, Issue 159.
- Nove, Alec (1983). The Economics of Feasible Socialism. Routledge. ISBN 978-0043350492.
- Pollack, Andy (September 1997). "Information Technology and Socialist Self-Management （页面存档备份，存于）". Monthly Review 49. 4: 32–50.
- Rigi, Jakob (2013). "Peer production and Marxian communism: Contours of a new emerging mode of production". Capital & Class 37. 3: 397–416.
- Rothbard, Murray N. (1991). The End of Socialism and the Calculation Debate Revisited （页面存档备份，存于）. The Review of Austrian Economics.
- Steele, David Ramsay (1999). From Marx to Mises: Post Capitalist Society and the Challenge of Economic Calculation. Open Court. ISBN 978-0875484495.
- White, Lawrence H. . New York, NY: Cambridge University Press. 2012: 32–67. ISBN 978-1107621336.
- von Mises, Ludwig (1951). "Socialism: An Economic and Sociological Analysis". New Haven, Yale University Press, Ludwig von Mises Institute. ISBN 0-913966-62-2. PDF version （页面存档备份，存于）.